# Xã Winnebago, Quận Houston, Minnesota
Xã Winnebago (tiếng Anh: Winnebago Township) là một xã thuộc quận Houston, tiểu bang Minnesota, Hoa Kỳ. Năm 2010, dân số của xã này là 240 người.